# St. Mary Lake
Ne doit pas être confondu avec Lac-Sainte-Marie.
Le St. Mary Lake (traduisible en français par lac Sainte-Marie) est un lac américain situé dans le parc national de Glacier, dans l'État du Montana.
Avec une taille de 15,8 km2, il est le second lac en superficie du parc national qui l'abrite. Situé à l'est du site protégé, il est longé au nord par la route historique Going-to-the-Sun Road. À 1 367 mètres d'altitude et à l’est du Continental Divide, les eaux du lac sont fraiches et situées à 455 mètres au-dessus du lac McDonald qui est le plus grand lac du parc. Plus à l’est, l'altitude descend rapidement d’environ 500 mètres et commencent alors les Grandes Plaines au-delà de la Chief Mountain. Les eaux du lac, qui dépassent rarement les 10 °C, abritent de nombreuses espèces de truites et de salmonidés. En hiver, la surface du St. Mary Lake est totalement gelée avec une épaisseur de plus d'un mètre de glace.

## Toponymie et premières explorations
On sait peu de choses de l'histoire ancienne de la région du parc national des Glaciers. Le premier témoignage est peut-être l'histoire racontée par le vieux Hugh Monroe, de la visite, il y a longtemps, d'un prêtre missionnaire au lac Lower St. Mary. Madison Grant écrit en 1919 :
« La Chief Mountain, caractéristique remarquable de la région, avait été vue et nommé bien avant cela, car sur les premières cartes envoyées au président Jefferson par Lewis et Clark en 1804, une montagne est indiquée à peu près à cet endroit, appelée The King - de toute évidence une transposition du terme indien, montagne Chef. Il n'est pas surprenant qu'elle ait reçu ce nom, car elle est visible à une grande distance de la prairie plus ou moins plate au nord, à l'est et au sud, et se détache des autres montagnes de la chaîne comme un chef conduisant ses hommes.

James Doty, qui accompagnait le gouverneur Stevens dans son voyage d'exploration en charge de l'étude du chemin de fer le long du quarante-septième parallèle, a effectivement pénétré dans la région qui est maintenant le parc. Le rapport détaillé de Doty nous permet de le suivre de campement en campement jusqu'à ce qu'il atteigne une étendue d'eau malheureusement appelée aujourd'hui à tort le Lower St. Mary Lake, auquel il a fait référence comme « le lac bien connu de Chief Mountain », ce qui implique que ce nom était déjà établi à l'époque. Il a nommé le lac « upper St. Mary »  le lac Bow.
 »

### Hugh Monroe
Hugh Monroe, né au Québec en 1798, fut l'un des premiers, sinon le premier, homme blanc à voir une grande partie de la région contenue dans la partie orientale de ce qui est aujourd'hui le parc national des Glaciers.
À l'âge de seize ans, il se rend dans l'Ouest à Fort Bow, sur la rivière Saskatchewan, comme apprenti à la Compagnie de la Baie d'Hudson. On l'envoie vivre pendant un an avec les Pikunis ( Piikani ) et apprendre leur langue. En 1814, il est confié au chef Lone Walker de la bande Petites Robes, et part avec eux direction sud. C'est au cours de ce voyage que Monroe aurait vu pour la première fois les lacs St. Mary, alors que certains historiens affirment que ce n'était pas avant 1836 ou 1846. Il est probable qu'il a vu les lacs St. Mary bien avant 1836, et très probablement dans les années 1814 ou 1815. Il serait ainsi le premier homme blanc à poser le pied sur leurs rives.

## Cinéma
Le lac sert d'ouverture au célèbre film de Stanley Kubrick Shining, où la caméra survole le lac ainsi que sa petite île en plan aérien.

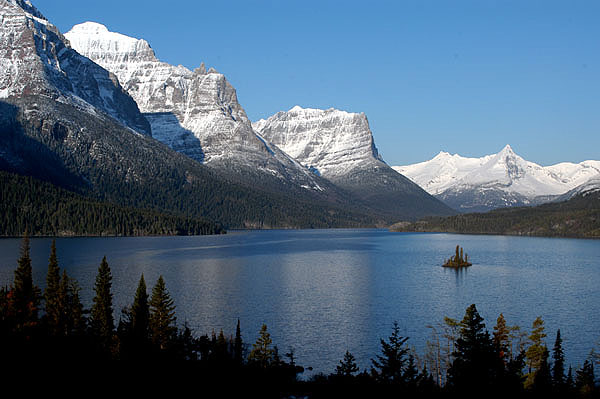
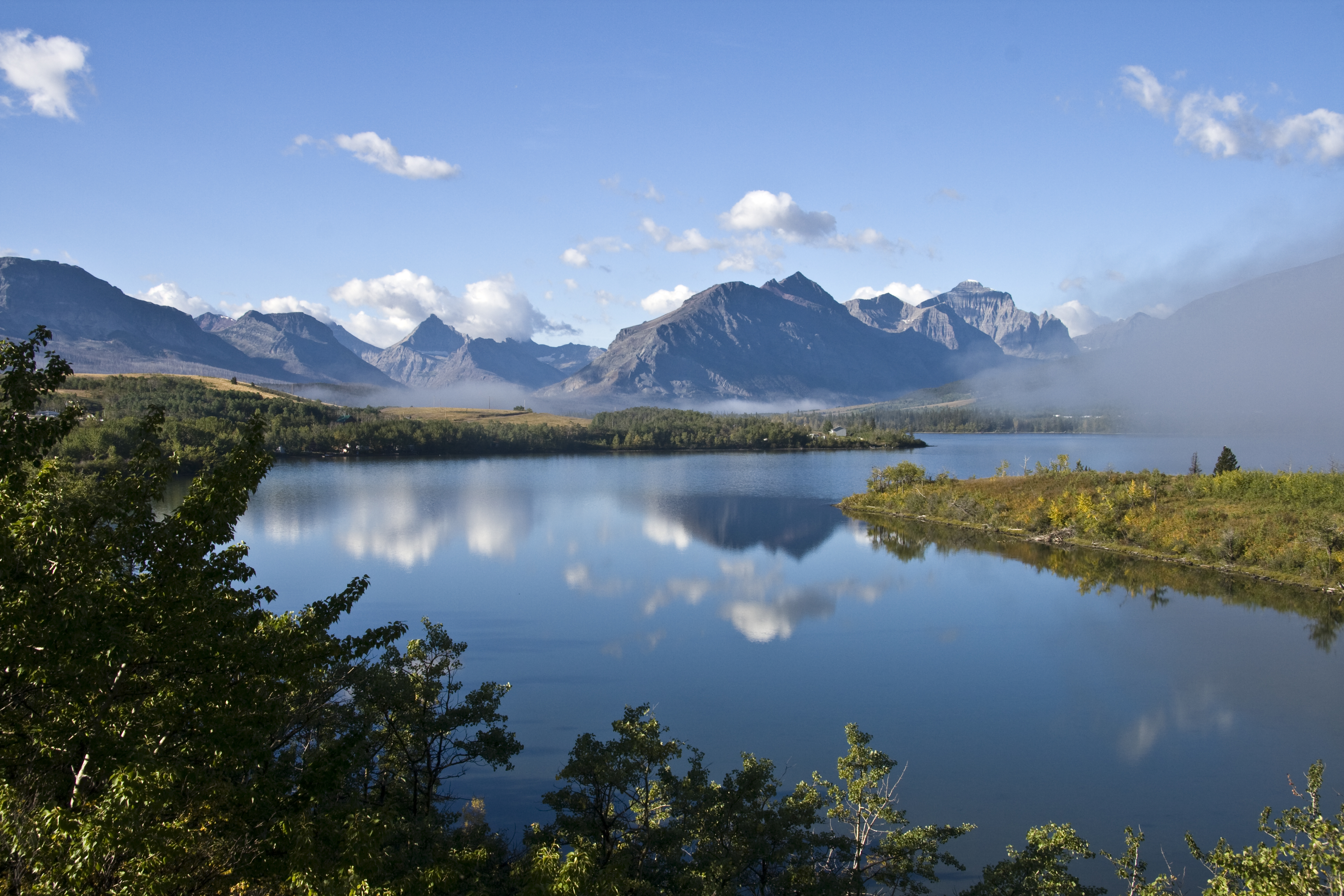
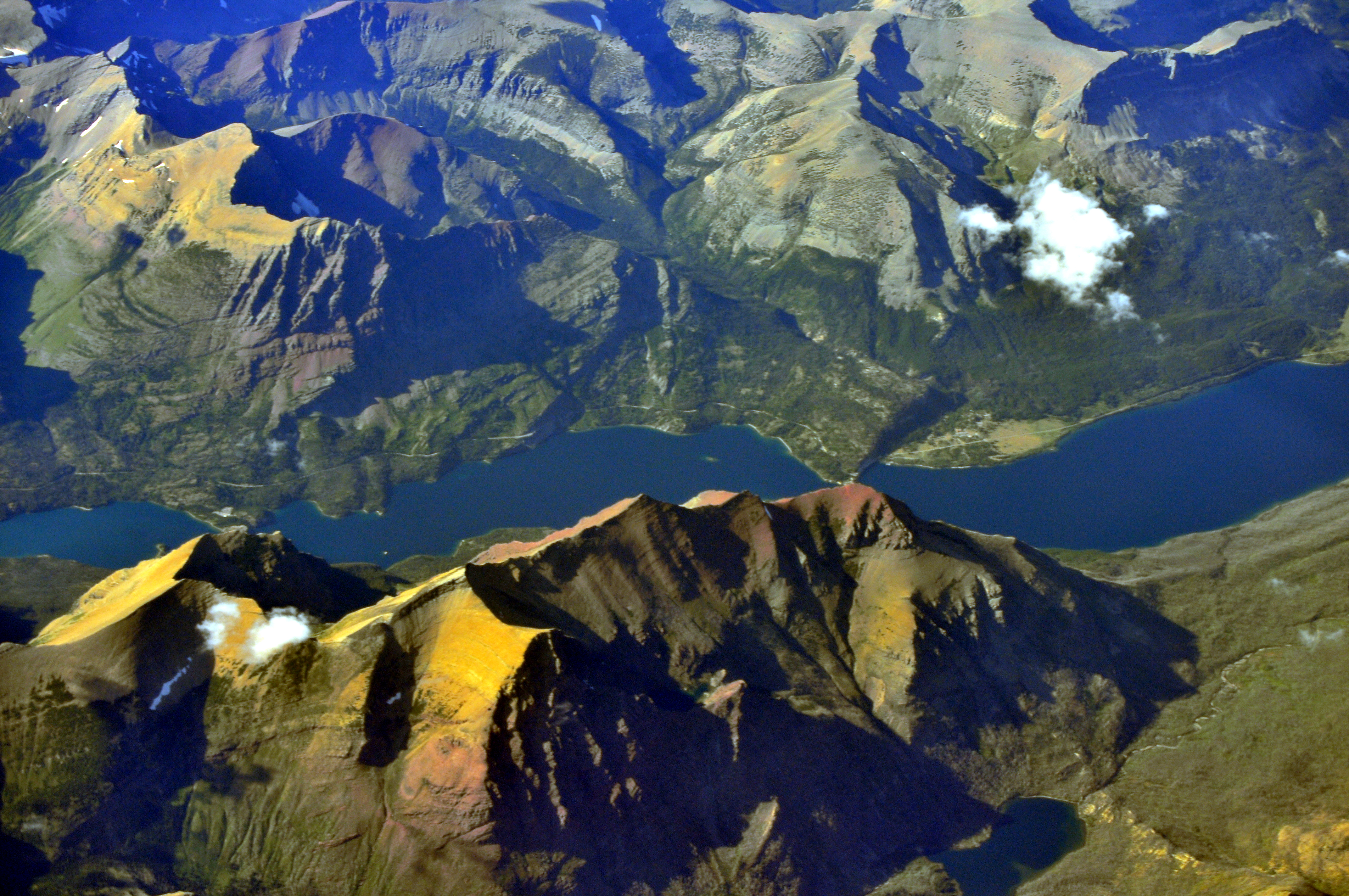
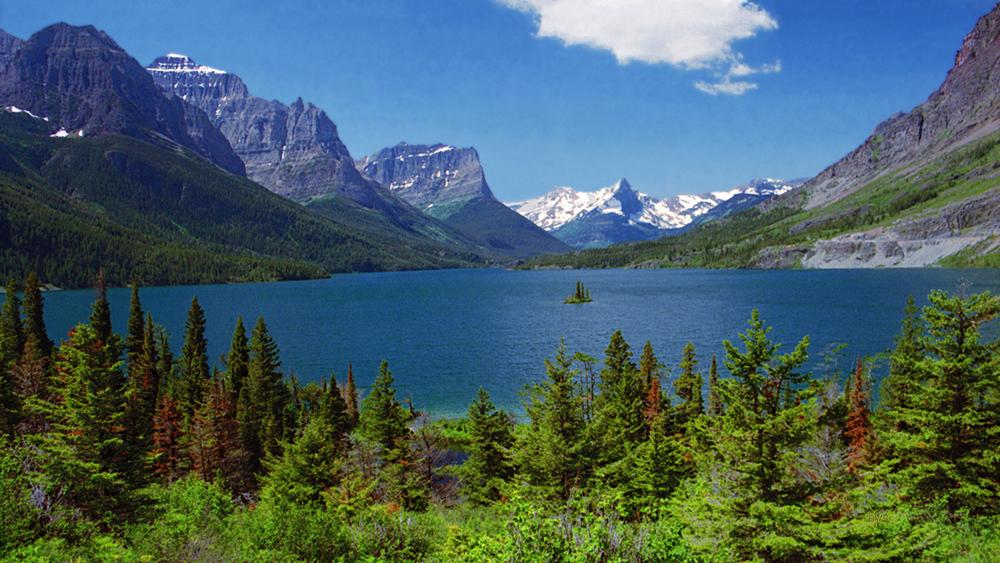
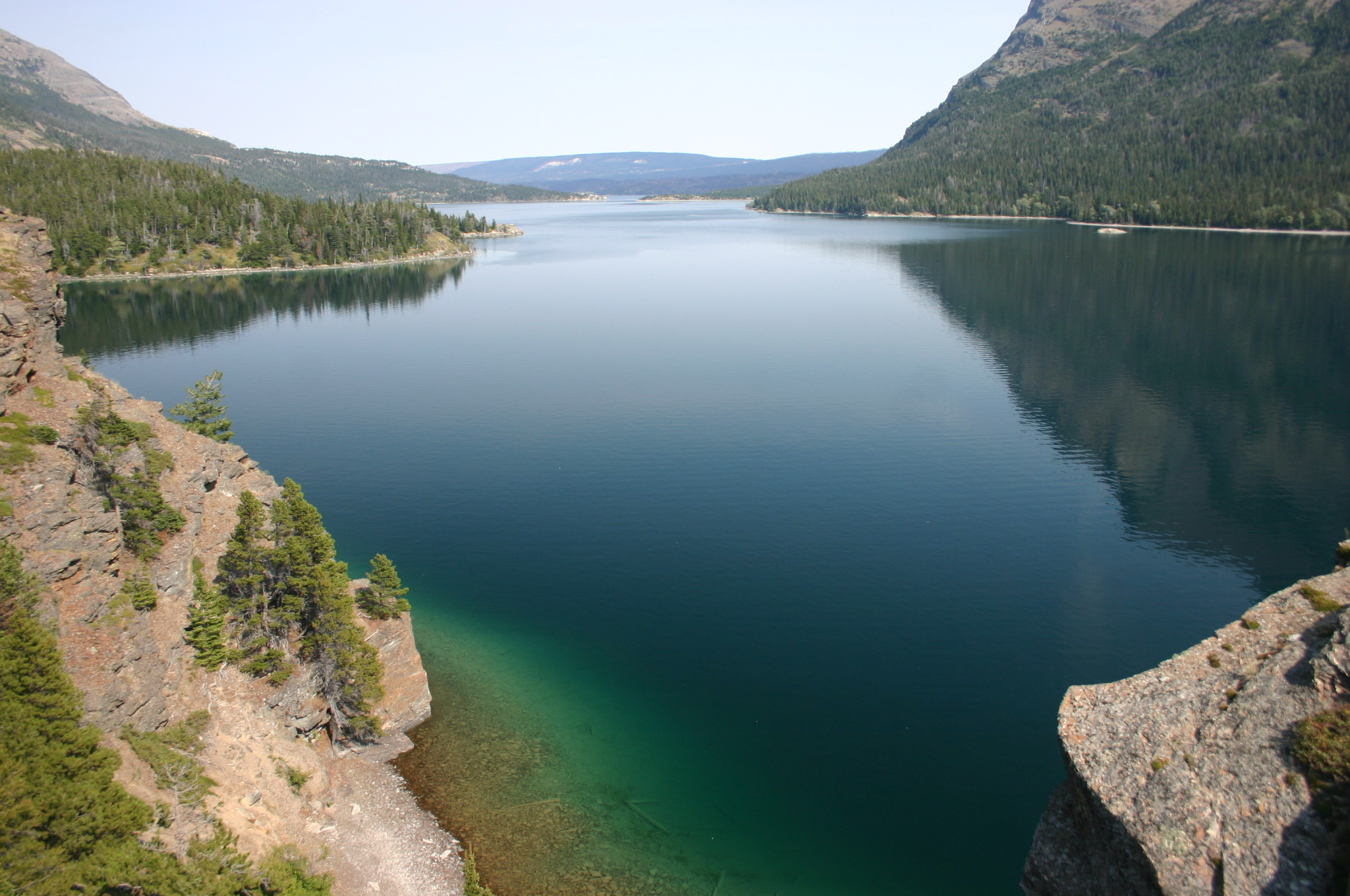
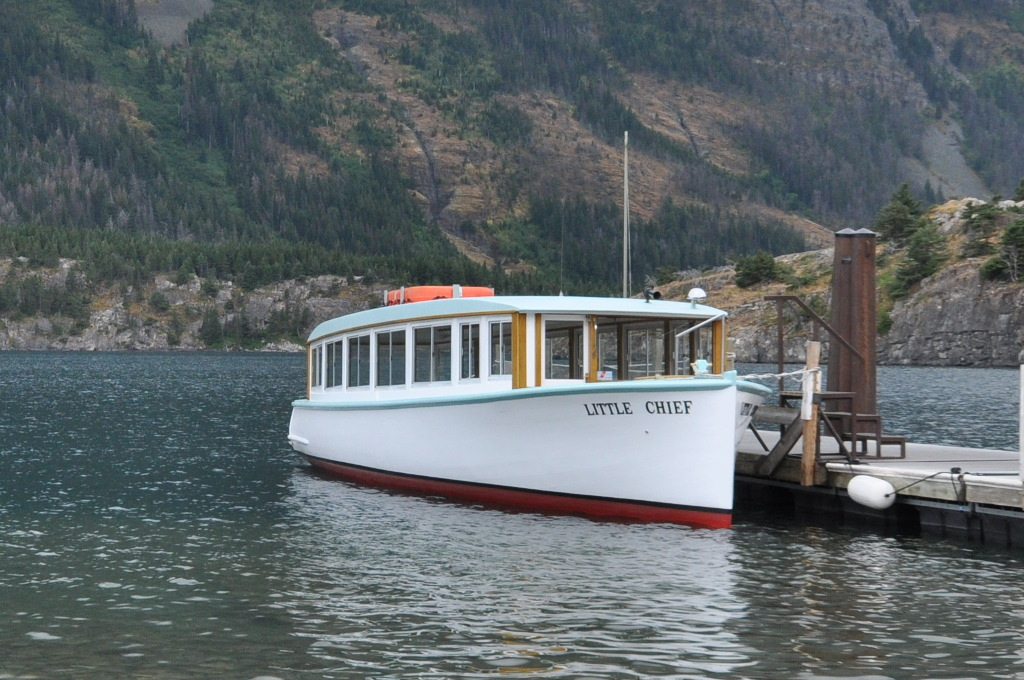
Little Chief, bateau assurant des excursions touristiques sur le lac